# FREEDOM×FREEDOM
『FREEDOM×FREEDOM』（フリーダム・フリーダム）は、2016年1月27日、GIZA studioから発売されたdoaのアルバム。2015年11月25日に配信された8曲目の配信限定シングルも本項で記述する。

## 概要
doaの10枚目のアルバムである本作は「大人の自由」をテーマにして制作した。

2015年11月25日にはタイトル曲である「FREEDOM×FREEDOM」を先行配信した。またdoa初のハイレゾ配信となった。

2016年2月から3月に掛けて、本アルバムのライブツアー「doa LIVE Tour 2016 FREEDOM×FREEDOM」が全国5カ所で開催された。

## 収録曲
全曲　作曲・編曲：徳永暁人
1. 君はMILLIONDOLLARS
作詞:大田紳一郎/ Lead Vocal:吉本大樹[1]
2. FREEDOM×FREEDOM
作詞:徳永暁人/ Lead Vocal:吉本大樹[1]
8thデジタルシングル。アルバムタイトル曲。
「第23回 大阪アウトドアフェスティバル2016」テーマソング。
この曲はレーサーでもある吉本大樹のドライビングをイメージして制作した[2]。徳永曰く「最近のdoaには珍しい、パワフルな曲」。
doaの楽曲としては「Amazing Days」以来約1年半ぶり、doaのシングルとしては、「Now and Forever」以来約5年ぶりにPVが制作された。
3. Run to you
作詞:徳永暁人/ Lead Vocal:徳永暁人[1]
4. ニュー☆スター
作詞:大田紳一郎/ Lead Vocal:吉本大樹[1]
テレビ東京系「ゴルフの真髄」エンディングテーマ。
5. LADYLUCK
作詞:大田紳一郎/ Lead Vocal:大田紳一郎[1]
6. 真冬の花
作詞:大田紳一郎/ Lead Vocal:吉本大樹[1]
7. SING A BLUES
作詞:大田紳一郎/ Lead Vocal:大田紳一郎[1]
8. 見つめていたい
作詞:徳永暁人/ Lead Vocal:吉本大樹[1]
9. 拳
作詞:徳永暁人/ Lead Vocal:doa[1]
10. I don’t know why
作詞:吉本大樹/ Lead Vocal:吉本大樹[1]
11. Kiss Me
作詞:徳永暁人/ Lead Vocal:徳永暁人[1]
12. YOU&I
作詞:吉本大樹/ Lead Vocal:吉本大樹[1]
ハウステンボス CMソング

## 参加ミュージシャン
- 吉本大樹 - ボーカル
- 大田紳一郎 - ボーカル、ギター
- 徳永暁人 - ボーカル、ベースギター、ペダルスチール、マンドリン、バンジョー、ピアノ、ハモンドオルガン、ブルースハープ、パーカッション、プログラミング
  - 車谷啓介（from Sensation） - コンガ (#2)
  - 大楠雄蔵（from Sensation） - キーボードハーモニカ (#4)